# Lode Zielens

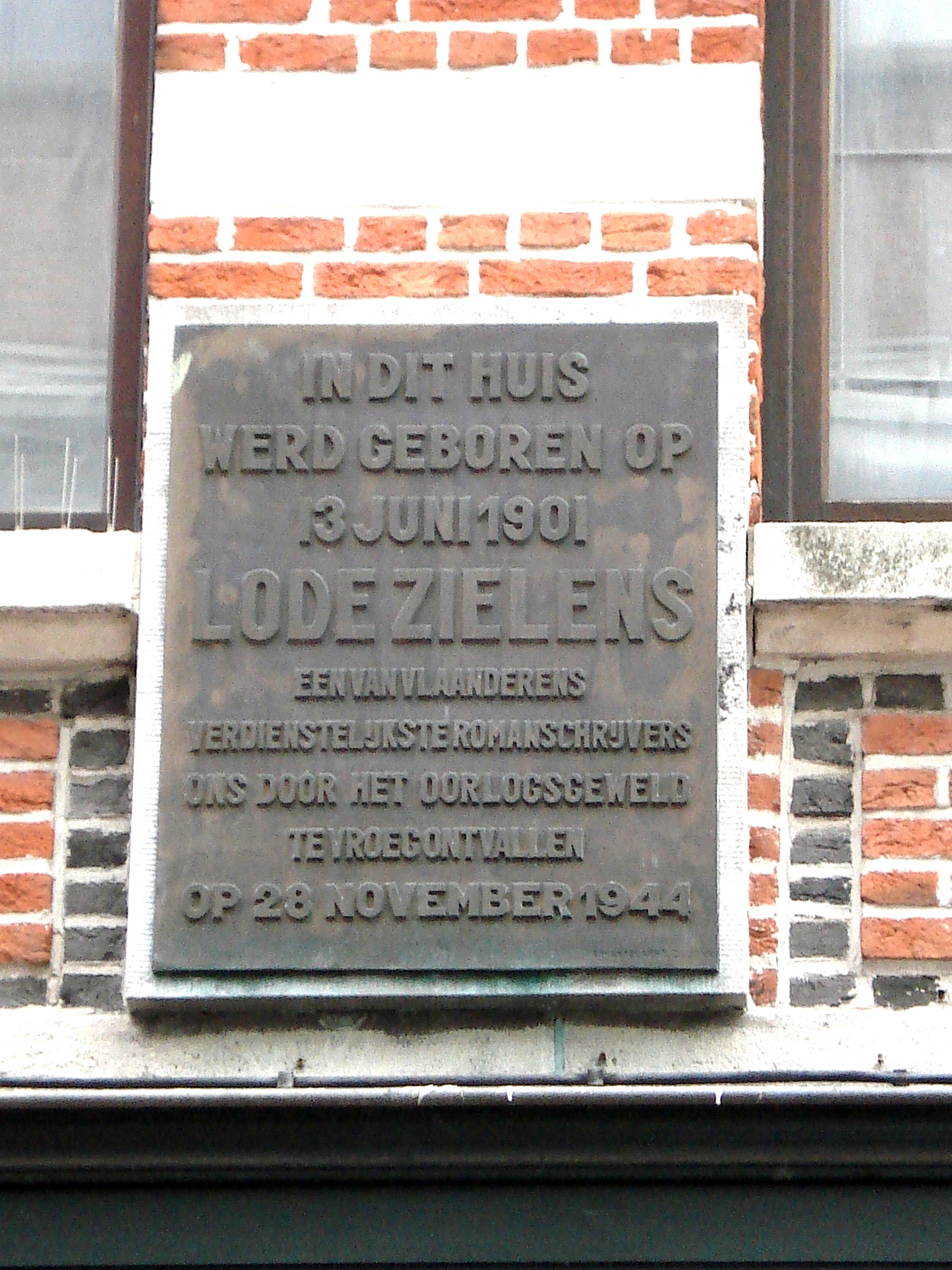
Gedenkplaat op het geboortehuis van Lode Zielens, Pompstraat 17, Antwerpen

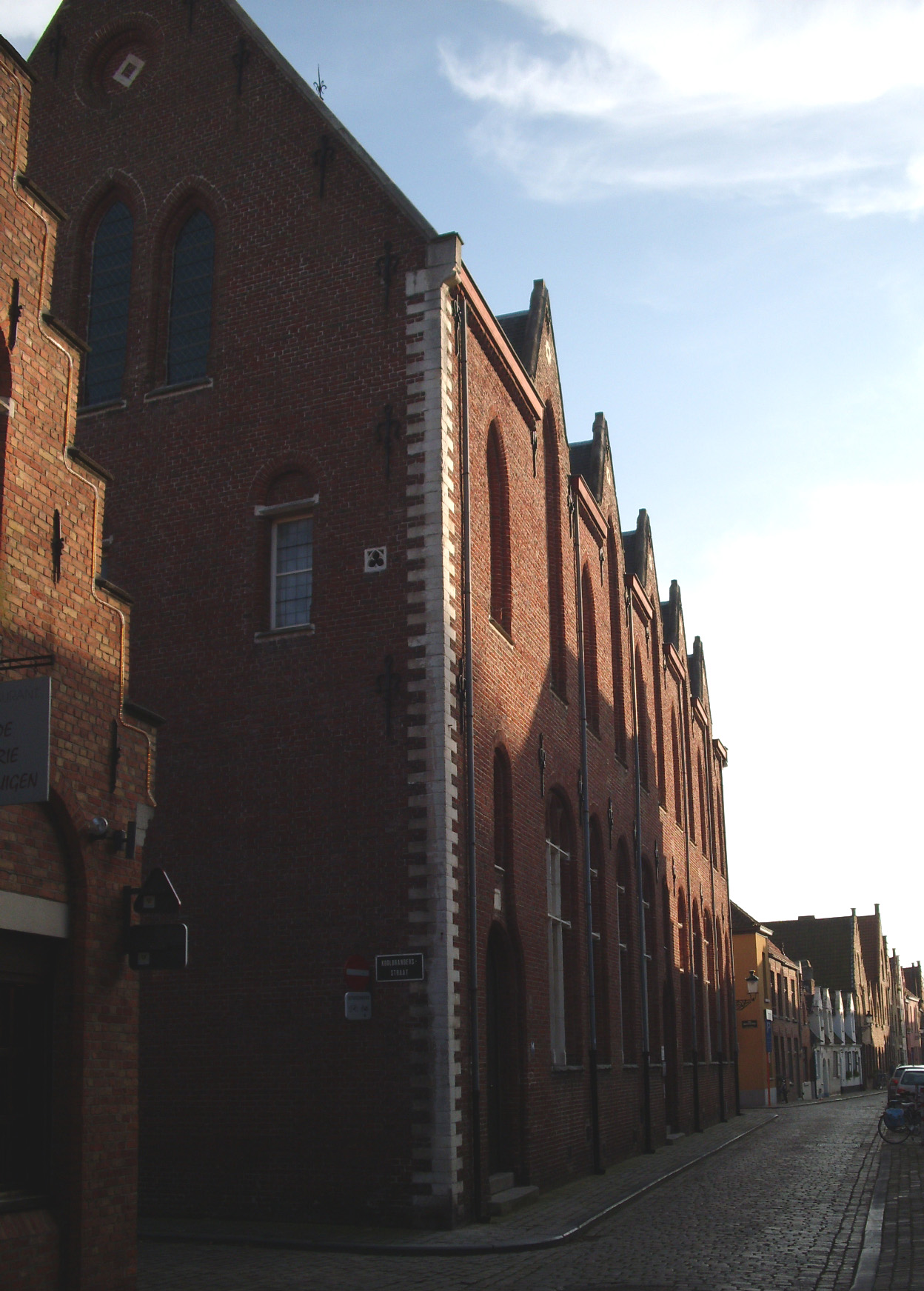
De bibliotheek in Brugge, genoemd naar Lode Zielens.

Ludovicus Carolus (Lode) Zielens (Antwerpen, 13 juni 1901 - aldaar, 28 november 1944) was een Belgisch Nederlandstalig schrijver.

## Levensloop
Hij groeide op in Sint-Andries, een armoedige arbeidersbuurt. Hij bezocht de nijverheidsschool en was daarna winkelbediende en havenarbeider. Toen hij redacteur en journalist kon worden bij de socialistische Volksgazet vond hij zijn weg. Hij publiceerde realistische sociale romans en behoort daardoor tot de vernieuwers van de Vlaamse literatuur. Zijn beroemdste en in 1933 met de Driejaarlijkse Staatsprijs voor verhalend proza bekroonde roman is Moeder, waarom leven wij?. Zielens kwam in 1944 kort na de bevrijding om het leven door een Duitse V2-bom bij een bombardement op Antwerpen. Hij werd op het Schoonselhof begraven.

### Verfilming
Zielens' boek Moeder, waarom leven wij? werd in 1993 verfilmd als televisieserie op VTM. De serie werd geprezen door de kritiek, en een van de eerste programma's van de commerciële zender die unaniem lof ontving.

## Eerbewijzen
In 1951 werd op de plaats waar Zielens om het leven kwam, op de hoek van de Simonsstraat en de Plantin en Moretuslei, een standbeeld van “Moeder Netje” onthuld, het hoofdpersonage uit Moeder, waarom leven wij? Tegenwoordig staat het beeld in de tuin van de Sint-Andrieskerk, in de Sint-Andriesstraat, vlak bij de Pompstraat 17, waar Zielens geboren werd. Op 28 november 1948 werd op dit huis een gedenkplaat onthuld door de toenmalige burgemeester van Antwerpen Lode Craeybeckx, ook oud-redacteur bij de Volksgazet.
In 2014 namen Slongs Dievanongs & Halve Neuro een ep op met de naam Moeder waarom leven wij? als eerbetoon aan Lode Zielens.
In Brugge werd een filiaal van de openbare bibliotheek, in het centrum van de stad, genoemd naar Lode Zielens. Deze bibliotheek bevond zich oorspronkelijk in het Franc'hommecenter in de Zilverstraat en werd later ondergebracht in een voormalig neogotisch congregatiegebouw, een kapel met patronage uit 1881, gebouwd voor de stichting Capron-Dezutter en gelegen aan de Westmeers. In 1973 werd het aangekocht door het stadsbestuur om in 1974 te worden ingericht als bibliotheek. In 2004 werd het beschermd als monument.
Stad Brugge heeft besloten om de bibliotheek "Lode Zielens" vanaf 1 december 2022 te sluiten voor het publiek. Het neogotisch congregatiegebouw zal in de toekomst dienstdoen als tijdelijk depot voor magazijncollecties uit de hoofdbibliotheek Biekorf. De uitverkoop vond plaats tijdens de voorlaatste week van april 2023.
- Bibliothèque nationale de France: cb13739357c (data)
- Biografisch Portaal: 02705027
- Digitale Bibliotheek voor de Nederlandse Letteren: ziel003
- Gemeinsame Normdatei: 11886100X
- International Standard Name Identifier: 0000 0001 2126 891X
- Library of Congress Control Number: no92003993
- Nationale Bibliotheek van Tsjechië: xx0144762
- Nederlandse Thesaurus van Auteursnamen: 069742731
- Système universitaire de documentation: 066996473
- Virtual International Authority File: 32176092
- WorldCat: E39PBJt8jkwbDQQHdgMg3WK8G3